# Richardia gandarae
Richardia gandarae es una especie fanerógama de la familia Rubiaceae.

## Descripción
Son plantas herbáceas, perennes, profusamente ramificadas desde la base; hojas sésiles, rodeadas en la base por una vaina estipular de unos 3.5 mm de alto, provista de 6 a 15 cerdas; láminas oblongas u oblanceoladas, de 1.4 cm de largo y 4 mm de ancho; corola morada o azul, con la garganta infundibuliforme, con 4 lóbulos de hasta 4 mm de largo; estambres 4, exsertos; estilo también exserto, estigma tri a tetralobado; fruto fragmentándose en 3 o 4 mericarpios; semilla de color rojizo-café, con la superficie plegada.

## Distribución y hábitat
Se localiza en México, en el estado de San Luis Potosí.
Habita preferentemente en terrenos arenosos y/o salitrosos, en bosques de pino (Pinus) y encino (Quercus).